# ベーリング・エア
ベーリング・エア (英語：Bering Air)は、アラスカ州、ノームに本部を置く、アメリカ合衆国の航空会社である。国内定期旅客便、チャーター便、ヘリコプターの運行に加え、航空救急サービスの提供も行っている。ノーム空港を主要拠点とし、ラルフ・ウィーン・メモリアル空港（英語: Ralph Wien Memorial Airport）ならびにウナラクリート空港（英語: Unalakleet Airport）にも拠点を持つ。

## 機材

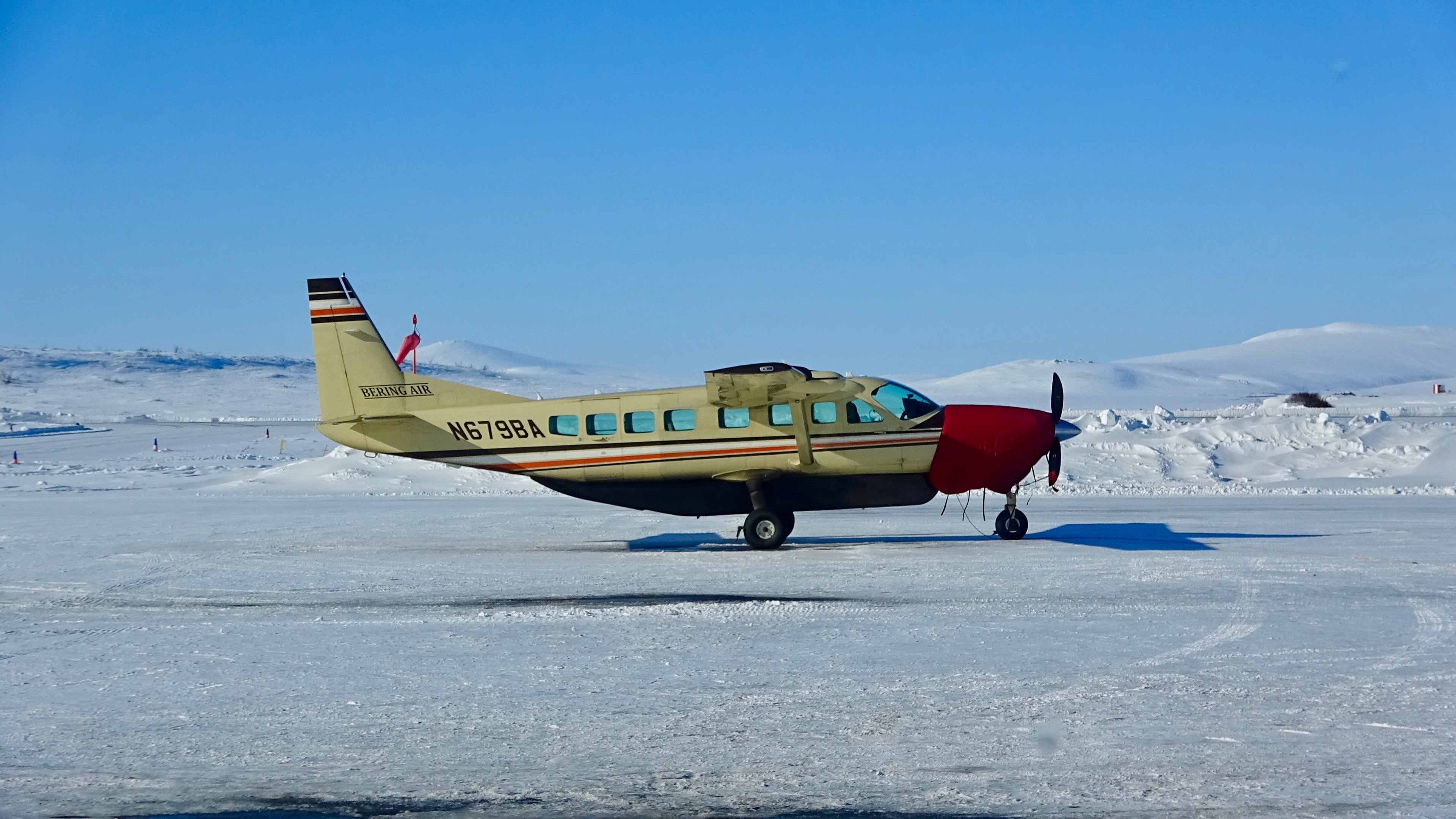
ベーリング・エアのセスナ208

### 現在の保有機材
| 機種                          | 運用数 | 定員 | 備考              |
| ----------------------------- | ------ | ---- | ----------------- |
| セスナ 208 キャラバンEX       | 15     | 9    |                   |
| セスナ 408 スカイクーリエ     | 2      | 0    | 貨物              |
| ビーチクラフト 1900D          | 4      | 19   | 貨客混載 (コンビ) |
| ビーチクラフト キングエア 200 | 4      | 9    | 航空救急          |
| CASA C212-200                 | 2      | 0    | 貨物              |
| MDヘリコプターズ MD 500E      | 3      | 3    | ロングライン対応  |
| ロビンソン R44 レイブン II    | 3      | 3    |                   |
| ベル UH-1H イロコイ           | 2      | 0    | 貨物              |
| エアバス H125                 | 4      | 5    |                   |

## 事故
- 2025年2月6日、ウナラクリートからノームに向かっていた445便がノートン湾周辺の氷上に墜落。乗員乗客10人全員が死亡[4]。